# Львов, Пётр Григорьевич
Князь Пётр Григорьевич Львов — русский военный и государственный деятель, стряпчий, комнатный стольник, окольничий и воевода во времена правления Фёдора Алексеевича, правительницы Софьи Алексеевны, Ивана V и Петра I Алексеевичей.
Из княжеского рода Львовы. Старший сын князя Григория Осиповича Львова. Младший брат — дворянин московский князь Моисей Григорьевич Львов

## Биография
В январе 1648 года на бракосочетании царя Алексея Михайловича и Марии Ильиничны Милославской был двадцатым в свадебном поезде.
В 1676 году князь Пётр Григорьевич Львов упоминается в чине стряпчего при царском дворе. В 1679 году был пожалован в царские стольники, где в данном чине в Боярской книге упомянут и в 1692 году. В 1682 году князь П. Г. Львов находился на воеводстве в Вологде. 13 (23) июня 1682 года он прибыл на Северную Двину «для взятия казны в монастырях и на монастырских подворьях и для высылки таможенных и кабацких голов с деньгами на дачу жалованья Московских приказов стрельцам, и с сею казною с Двины стольник поехал на Москву июня 25 дня». Затем князь Пётр Львов служил комнатным стольником царевны Софьи Алексеевны.
В 1689 году после падения царевны Софьи Алексеевны многие её сторонники и приверженцы были отправлены из столицы. Князь Пётр Григорьевич Львов был назначен воеводой в Архангельск. В 1693—1694 годах находился на воеводстве в Вологде.
Участник Азовских походов. 9 (19) февраля 1696 года по царскому указу Пётр Григорьевич Львов во главе московского ополчения выступил из Валуек под Азов, через Валуйскую степь с конными и пешими воинами, пушками и со всякими полковыми припасами. В июне под Азовом указано ему стать с конницей в засаде для вспоможения боярину Шеину на время боя с идущими на помощь Азовскому гарнизону отрядов турок и татар Нурадина Салтана и Кафимского Муртазы Паши, коих разбив, гнали десять вёрст по степи до реки Кагальник. Во время осады Азова был воеводой у большого полкового знамени в полку боярина Алексея Семёновича Шеина.  После взятия Азова князь Петр Львов был назначен первым воеводой в крепости и при нём оставлено четыре стрелецких и шесть полков солдатского строя. Его товарищем (заместителем) стал собственный сын князь Иван Львов.  4 (14) марта 1697 года князь П. Г. Львов был отозван из Азова в Москву.
В 1698—1699 годах князь Пётр Григорьевич Львов назначался в крестные ходы по Кремлю. Построил на свои денежные средства два корабля для Азовского флота. В 1703 году упомянут двадцатым окольничим. С 1705 года князь П. Г. Львов находился в Москве, где ведал делами больных и раненых.

## Семья
От брака с неизвестной имел трёх сыновей:
- Князь Львов Семён Петрович.
- Князь Львов Степан Петрович — стольник, завоеводчик в Азовском походе (1696), очевидно вместе с отцом.
- Князь Львов Иван Петрович — стольник, завоеводчик в Азовском походе (1696), ранен в бою с Нурадином Салтаном, по завоевании Азова оставлен вторым воеводою в городе, под началом отца.